# Omicron Gruis
Omicron Gruis (107 Gruis) é uma estrela na direção da constelação de Grus. Possui uma ascensão reta de 23h 26m 36.54s e uma declinação de −52° 43′ 18.9″. Sua magnitude aparente é igual a 5.53. Considerando sua distância de 104 anos-luz em relação à Terra, sua magnitude absoluta é igual a 3.01. Pertence à classe espectral F4V.